# Miguel Ángel Pérez Priego
Miguel Ángel Pérez Priego (1946 - ) es un romanista, medievalista y crítico literario español.

## Biografía
Catedrático de Literatura Española en la Universidad Nacional de Educación a Distancia (UNED) desde 1983, realizó estudios de Filología Románica en la Universidad Complutense de Madrid y fue profesor adjunto en la de Extremadura desde 1971 y después en la Autónoma de Madrid. Ha desempeñado los cargos académicos de Vicedecano, Director de Departamento y Vicerrector y ha sido Director de la sede de la Universidad Internacional Menéndez Pelayo en Cuenca. Dirige la revista Epos desde 1984 y forma parte del consejo de redacción de varias revistas filológicas, como la Revista de Filología Española, la Revista de Literatura, Celestinesca, la Revista de Literatura Medieval o el Anuario de Estudios Filológicos. Es miembro fundador y colaborador de diversas asociaciones científicas, como la Sociedad Española de Literatura General y Comparada, la Asociación Internacional de Hispanistas (AIH) o la Asociación Hispánica de Literatura Medieval, de la que fue también Presidente. 
Sus campos de investigación son la literatura española de la Edad Media y del Renacimiento, en especial la lírica cancioneril y el teatro del Prerrenacimiento, la prosa historiográfica, los libros de viajes, los espejos de príncipes, el teatro medieval y la tradición celestinesca, temas a los que ha dedicado decenas de monografías y sobre todo ediciones de obras y numerosos artículos. También se ha interesado por la traducción en el Renacimiento, Melchor Cano, Luis de León, aspectos de la obra de Cervantes, la poesía barroca, el teatro de Quevedo, temas bíblicos como los de Salomé y Judit, o el género literario de 'diario' y la poesía de Juan Ramón Jiménez. Línea principal de su investigación la constituye la crítica textual, materia a la que ha dedicado, aparte artículos y ediciones, los libros Introducción general a la edición del texto literario (2001). Ejercicios de crítica textual (2010) y La edición de textos (1997 y 2011, 2ª ed. ampliada y actualizada).
En la Biblioteca Virtual Miguel de Cervantes ha publicado dos portales o ‘bibliotecas de autor’, uno dedicado al arcipreste de Hita y otro al marqués de Santillana.

## Obras

### Estudios
- De Dante a Juan de Mena: sobre el género literario de "Comedia" [S. L.]: Sociedad española de literatura general y comparada, 1978
- El teatro de Diego Sánchez de Badajoz, Cáceres: Universidad de Extremadura, 1982
- Estudios sobre teatro del renacimiento [Madrid]: Universidad Nacional de Educación a Distancia, 1998
- Estudios sobre la poesía del siglo XV Madrid: Universidad Nacional de Educación a Distancia, 2004
- Con José Camões y Víctor Infantes, El teatro religioso en la obra de Gil Vicente; coordinación, Miguel García-Posada, Madrid: Comunidad de Madrid, 2005
- La edición de textos, Madrid: Ed. Síntesis, 1997; 2.ª ed. ampliada y actualizada Madrid: Ed. Síntesis, 2011
- Introducción general a la edición del texto literario Madrid: Universidad Nacional de Educación a Distancia, 2001.
- Ejercicios de crítica textual (2010)
- Literatura española medieval: el siglo XV, Madrid: Ed. Centro de Estudios Ramón Areces, 2010; 2.ª edición, Madrid: Editorial universitaria Ramón Areces, 2013.
- El teatro en el Renacimiento, Madrid: Ed. del Laberinto, 2003
- Viajeros y libros de viajes en la España medieval Madrid: UNED, 2002.
- Con José Rico Verdú, Historia de la literatura española de la Edad Media y Siglo de Oro, Madrid: Universidad Nacional de Educación a Distancia, 1977.
- El príncipe don Juan, heredero de los Reyes Católicos, y la literatura de su época: lección inaugural del curso 1997-1998, Madrid: Universidad Nacional de Educación a Distancia, 1997.

### Ediciones
- Poema de Fernán González, edición modernizada, estudio y notas, Madrid: Alhambra, 1986
- Juan de Mena, Obras completas; edición, introducción y notas, Barcelona: Planeta, 1989
- Juan de Mena, Laberinto de Fortuna, Madrid: Espasa Calpe, 1989.
- Juan de Mena, Laberinto de fortuna, Sevilla: Fundación José Manuel Lara, 2003.
- Juan de Mena, Obra lírica; edición, estudio y notas, Madrid: Alhambra, 1979
- Poesía femenina en los cancioneros, Madrid: Castalia, 1989
- Cuatro comedias celestinescas, [Madrid]: UNED, 1993
- Jorge Manrique, Poesías completas, Madrid: Espasa Calpe, 1997
- Jorge Manrique, Poesías completas, Madrid: Espasa, 1999.
- Jorge Manrique, Poesías completas; edición y guía de lectura, Madrid: Espasa, 2007
- Teatro medieval 2, Castilla, Barcelona: Crítica, 1997
- Teatro medieval, Madrid: Cátedra, 2009.
- Teatro renacentista, Madrid: Ediciones Libertarias, 2005
- Pero Tafur, Andanças e viajes; edición, introducción y notas, Sevilla: Fundación José Manuel Lara, 2009.
- Marqués de Santillana, Poesía lírica, Madrid: Ediciones Cátedra, 1999
- Marqués de Santillana, Poesías completas 1, edición, estudio y notas, Madrid: Alhambra, 1983
- Diego Sánchez de Badajoz, Farsas, Madrid: Cátedra, 1985
- Códice de autos viejos: selección, edición, introducción y notas, Madrid: Editorial Castalia, 1988.
- Juan del Encina, Teatro completo, Madrid: Cátedra, 1991.
- Juan del Encina, Obra completa, Madrid: Fundación José Antonio de Castro, 1996
- Fernando del Pulgar, Claros varones de Castilla, Madrid: Cátedra, 2007
- Viajes medievales II, edición y prólogo, Madrid: Fundación José Antonio de Castro, 2006
- Bartolomé de Torres Naharro, Obra completa, Madrid: Turner, 1994